# Justine Braisaz
Justine Braisaz (Albertville, 4 luglio 1996) è una biatleta francese.
Dalla stagione 2020-2021 ha aggiunto al proprio il cognome del coniuge e si è iscritta alle gare come Justine Braisaz-Bouchet.

## Biografia
In Coppa del Mondo ha esordito il 13 dicembre 2014 nella staffetta di Hochfilzen (9ª), ha ottenuto il primo podio il 7 gennaio 2015, nella medesima specialità a Oberhof (2ª), e la prima vittoria il 24 gennaio 2016 a Anterselva, sempre in staffetta.
Ha esordito ai Campionati mondiali in occasione della rassegna iridata di Kontiolahti 2015, vincendo la medaglia d'argento nella staffetta e classificandosi 34ª nella sprint, 35ª nell'inseguimento e 34ª nell'individuale; nella successiva rassegna iridata di Oslo Holmenkollen 2016 ha nuovamente vinto la medaglia d'argento nella staffetta, mentre in quella di Hochfilzen 2017 nella medesima specialità si è aggiudicata la medaglia di bronzo.
Ai XXIII Giochi olimpici invernali di Pyeongchang 2018, suo esordio olimpico, si è classificata 10ª nella sprint, 34ª nell'inseguimento, 55ª nell'individuale, 20ª nella partenza in linea e 3ª nella staffetta. L'anno seguente ai mondiali di Östersund 2019 ha conquistato la medaglia di bronzo nell'individuale; ai Mondiali di Nové Město na Moravě 2024 ha vinto la medaglia d'oro nella partenza in linea, nella staffetta e nella staffetta mista, l'argento nella sprint e il bronzo nell'inseguimento e si è piazzata 7ª nell'individuale. Ai successivi Mondiali di Lenzerheide 2025 ha vinto la medaglia d'oro nella sprint e nella staffetta, quella di bronzo nell'inseguimento ed è stata 9ª nell'individuale e 10ª nella partenza in linea.

## Palmarès

### Olimpiadi
- 2 medaglie:
  - 1 oro (partenza in linea a Pechino 2022)
  - 1 bronzo (staffetta a Pyeongchang 2018)

### Mondiali
- 12 medaglie:
  - 5 ori (partenza in linea, staffetta, staffetta mista a Nové Město na Moravě 2024; sprint, staffetta a Lenzerheide 2025)
  - 3 argenti (staffetta[1] a Kontiolahti 2015; staffetta[1] a Oslo Holmenkollen 2016; sprint a Nové Město na Moravě 2024)
  - 4 bronzi (staffetta[1] a Hochfilzen 2017, individuale a Östersund 2019; inseguimento a Nové Město na Moravě 2024; inseguimento a Lenzerheide 2025)

### Coppa del Mondo
- Miglior piazzamento in classifica generale: 4ª nel 2024
- Vincitrice della Coppa del Mondo di partenza in linea nel 2022
- 54 podi (22 individuali, 32 a squadre), oltre a quelli conquistati in sede iridata e validi anche ai fini della Coppa del Mondo:
  - 20 vittorie (10 individuali, 10 a squadre)
  - 19 secondi posti (8 individuali, 11 a squadre)
  - 15 terzi posti (4 individuali, 11 a squadre)

#### Coppa del Mondo - vittorie
| Data             | Località                | Nazione     | Spec.                                                               |
| ---------------- | ----------------------- | ----------- | ------------------------------------------------------------------- |
| 24 gennaio 2016  | Anterselva              | Italia      | RL (con Anaïs Bescond, Anaïs Chevalier e Marie Dorin)               |
| 17 dicembre 2017 | Annecy Le Grand-Bornand | Francia     | MS                                                                  |
| 7 gennaio 2018   | Oberhof                 | Germania    | RL (con Anaïs Bescond, Anaïs Chevalier e Célia Aymonier)            |
| 2 dicembre 2018  | Pokljuka                | Slovenia    | MX (con Anaïs Bescond, Martin Fourcade e Simon Desthieux)           |
| 19 gennaio 2019  | Ruhpolding              | Germania    | RL (con Julia Simon, Anaïs Bescond e Anaïs Chevalier)               |
| 5 dicembre 2019  | Östersund               | Svezia      | IN                                                                  |
| 25 gennaio 2020  | Pokljuka                | Slovenia    | MX (con Quentin Fillon Maillet, Simon Desthieux e Julia Simon)      |
| 5 dicembre 2021  | Östersund               | Svezia      | RL (con Anaïs Bescond, Anaïs Chevalier e Julia Simon)               |
| 14 gennaio 2022  | Ruhpolding              | Germania    | RL (con Anaïs Chevalier, Chloé Chevalier e Julia Simon)             |
| 21 gennaio 2022  | Anterselva              | Italia      | IN                                                                  |
| 20 marzo 2022    | Oslo Holmenkollen       | Norvegia    | MS                                                                  |
| 25 novembre 2023 | Östersund               | Svezia      | MX (con Quentin Fillon Maillet, Émilien Jacquelin e Lou Jeanmonnot) |
| 14 dicembre 2023 | Lenzerheide             | Svizzera    | SP                                                                  |
| 16 dicembre 2023 | Lenzerheide             | Svizzera    | PU                                                                  |
| 17 dicembre 2023 | Lenzerheide             | Svizzera    | MS                                                                  |
| 5 gennaio 2024   | Oberhof                 | Germania    | SP                                                                  |
| 7 gennaio 2024   | Oberhof                 | Germania    | RL (con Lou Jeanmonnot, Sophie Chauveau e Julia Simon)              |
| 8 marzo 2024     | Soldier Hollow          | Stati Uniti | SP                                                                  |
| 20 dicembre 2024 | Annecy Le Grand-Bornand | Francia     | SP                                                                  |
| 9 marzo 2025     | Nové Město na Moravě    | Rep. Ceca   | RL (con Lou Jeanmonnot, Océane Michelon e Julia Simon)              |

Legenda:

SP = sprint

PU = inseguimento

MS = partenza in linea

IN = individuale

RL = staffetta

MX = staffetta mista